# تومورولاند
تومورولاند (بالإنجليزية: Tomorrowland) هو احتفال سنوي ضخم خاص بموسيقى الرقص الإلكترونية يقام كل عام في بلجيكا.انطلاقته كانت سنة 2005.

## تاريخه
أول نسخة من الاحتفال أقيمت بالتحديد في 14 أغسطس 2005.إهتم بتنظيمه أن ذلك أحد شركات الترفيه الهولندية المختصة وتدعي "ID&T".

### 2005
تم تنظيم النسخة الأولى من المهرجان في 14 أغسطس 2005. وكانت جهة التنظيم في ذلك الوقت متمثلة في الأخوين مانو بيرز وميشيل بيرز وشركة آي دي آند تي. شمل المؤدون كل من بوش (M.I.K.E)، و إروين تانغ ييو هون، وأرمين فان بيورن كور فيجنيمان، ويفيس دورايتير، وتيكنوبوي، ويوجي بيوميهانيكا وكون.

### 2006
استضاف المهرجان الثاني المقام في 30 يوليو 2006، أرمين فان بيورن وأكسويل وماركو بيلي وفريد بيكر ودافيد غيتا وروثليس ودي جي زاني. ولئن كان من المنتظر حضور دي جي والمنتج بول أوكينفولد الذي سبق أن أعلن عن حضوره، فإن عرضه قد تم إلغاؤه في اللحظة الأخيرة، حيث كان في جولة مع مادونا في ذلك الوقت.
| السنة | عدد الزوار | التاريخ                       | المؤدين | الموضوع                        |
| ----- | ---------- | ----------------------------- | --- | ------------------------------ |
| 2019  | N/A        | 19, 20, 21 و26, 27, 28 يونيو  | ذا شينسموكرز، أرمين فان بيورن, أباف أند بييوند ‏, آدم باير، كارل كوكس، A$AP Rocky, Infected Mashroom ‏، بوريس بريتشا، Charlotte de Witte، فيشر، Helena Hauff، John O' Callaghan ‏، بريان كيارني, علی و فیلا ‏, أرماند فان هيلدن، CamelPhat, Claptone, ديميتري فيغاس ولايك مايك, Flux, لوست فريكونسيس، مارتن غاركس، دون ديابلو، نيرفو، Oscar and the Wolf، Radical Redemption، روبن شولز، Solomun, SJRM, Tale of Us ‏ | The Book of Wisdom, The Return |
| 2018  | 400,000    | 20, 21, 22 و 27, 28, 29 يونيو | Diego García Vela أرمين فان بيورن، أفروجاك، ألان واكر، أليسو، أكسويل وإنغروسو. كون، دافيد غيتا. دون ديابلو، دوا ليبا، إريك بريدز، فاتبوي سليم، هاردويل، Kungs، Meta4for، يلو كلاو، كولش، فيري كورستين، مارتن غاركس، نيرفو، بول فان ديك، أوليفر هيلدينس، كوينتينو، Slushii، Solomun, سالفاتوري غاناتشي ‏, تييستو، Tchami x Malaa، تيمي ترامبيت، ستيف أوكي، ديميتري فيغاس ولايك مايك، نيكي روميرو، ماركوس شولز، ساندر فان دورن، لايدباك لوك، ليل بامب، Push، Sunnery James & Ryan Marciano، بول كالكبرينر، شوتيك، Vini Vici، كوسميك غايت، غاريث إيميري، نينا كرافيز، أوتو نوز، ماركو في، David Gravell، أريان نلسين، بيت تونغ, علی و فیلا ‏, دابليو & دابليو، كشمر، أرمادا ميوزك، Jauz، Chocolate Puma، Matthias Tanzmann، مستأصل، أليسون وندرلاند، روبن شولز، Eli & Fur، أوميت أوزجان، بورتر روبنسون، مارتن غاركس، 3 Are Legend | The Story of Planaxis          |
| 2017  | 400,000    | 21, 22, 23 و 28, 29, 30 يونيو | أرمين فان بيورن, أفروجاك، ألان واكر، أليزو، ألوك، أكسويل و إنغروسو، دافيد غيتا، دون ديابلو، ديوك دومونت، إريك بريدز، فاتبوي سليم، يلو كلاو، كولش، فيري كورستين، مارتن غاريكس، زيد، بول فان ديك، أوليفر هيلدينس، Solomun، Svenson & Gielen، تييستو، Tchami، دي جيه سنيك، تيمي ترامبيت، ستيف أوكي، ديميتري فيغاس و لايك مايك، نيكي روميرو، مارشميلو، ماركوس شولز، فيد لو غراند، ساندر فان دورن، لايدباك لوك، Sunnery James & Ryan Marciano، بول كالكبرينر، شوتيك، كوسميك غايت، غاريث إيميري، نينا كرافيز، أوتو نوز، ماركو في، ديفيد غرافل، أريان نلسين، SHRKTOPS، بيت تونغ, علی و فیلا ‏, دابليو & دابليو، كشمر، أرمادا ميوزك، Jauz، Chocolate Puma، Matthias Tanzmann، مستأصل، أليسون وندرلاند, Lauren Lane DJ, كرولا، روبن شولز، Eli & Fur                                                                                    | Amicorum Spectaculum           |
| 2016  | 180,000    | 22, 23, 24 يونيو              | ديميتري فيغاس و لايك مايك، أكسويل و إنغروسو، مارتن غاريكس، تييستو، Solomun، أفروجاك، أليزو، ستيف أوكي، دابليو & دابليو، دافيد غيتا، أرمين فان بيورن، ذا شينسموكرز، دون ديابلو، ستيف أنجلو، دي في بي بي إس، مارشميلو | The Elixir of Life             |
| 2015  | 180,000    | 24, 25, 26 يونيو              | 3 Are Legend، أفروجاك، أليزو، أرمين فان بيورن، أكسويل و إنغروسو، كارل كوكس، دافيد غيتا، ديميتري فيغاس و لايك مايك، هاردويل، أوليفر هيلدينس، ستيف أوكي، The Symphony Of Unity ‏، تييستو، دابليو & دابليو، دي في بي بي إس | The Secret Kingdom of Melodia  |
| 2014  | 360,000    | 18, 19,20 و 25, 26, 27 يونيو  | أفروجاك، أرمين فان بيورن، أفيتشي، دافيد غيتا، ديميتري فيغاس و لايك مايك، هاردويل، مارتن سولفيج، ستيف أوكي، تييستو، سكريليكس | The Key to Happiness           |
| 2013  | 180.000    | 26, 27, 28 يونيو              | أكسويل، تييستو، أرمين فان بيورن، هاردويل، أفروجاك، دافيد غيتا، أفيتشي، ستيف أوكي، نيكي روميرو، سباستيان إنغروسو، ويل سباركس | The Arising of Life            |
| 2012  | 180,000    | 27, 28, 29 يونيو              | دافيد غيتا، ستيف أوكي، Cazzette، Dimitri Vegas, Like Mike & Wolfpack، سويدش هاوس مافيا، أفيتشي، أفروجاك, أباف أند بييوند ‏, Wildstylez، هاردويل، بول فان ديك، كارل كوكس، Yves V & Felguk، أوتو نوز، Ivan Gough & Feenixpawl، شوكي (دي جي) | The Book of Wisdom             |
| 2011  | 180,000    | 22, 23, 24 يونيو              | Faithless، 2 Many DJs ‏، كارل كوكس، ستيف أنجلو، Alex Metric، كوينتينو، Apster، دافيد غيتا، سويدش هاوس مافيا، سباستيان إنغروسو، أليزو، تييستو، أفيتشي، إريك بريدز، بول فان ديك | The Tree of Life               |
| 2010  | 120,000    | 24, 25 يونيو                  | دافيد غيتا، سويدش هاوس مافيا، تارا مكدونالد، شوكي (دي جي)، أرمين فان بيورن، Dada Life، روجر سانشيز | Zon (Sun)                      |
| 2009  | 90,000     | 25, 26 يونيو                  | Push، Natural Born Deejays، Sash!، موبي، Felix da Housecat، دافيد غيتا، بول فان ديك | Masker (Mask)                  |
| 2008  | ca. 50,000 | 26, 27 يونيو                  | كارل كوكس، دافيد غيتا، Dr. Lektroluv، يفيس في، أرمين فان بيورن، Felix da Housecat |                                |
| 2007  | ca. 50,000 | 28, 29 يونيو                  | Magnus، مجلة دي جي، Shameboy، Jan Van Biesen، روجر سانشيز، دافيد غيتا، هيدهانترز بول فان ديك |                                |
| 2006  | 15,000     | 30 يونيو                      | أرمين فان بيورن، دافيد غيتا، Fred Baker، Zany، Ruthless، مجلة دي جي |                                |
| 2005  | 9,000      | 14 أغسطس                      | Push، أرمين فان بيورن، Cor Fijneman، Yves Deruyter، Technoboy، كون (دي جي)، دافيد غيتا |                                |